# Die Kundin
Die Kundin ist ein deutscher Dokumentarfilm von Camilo Berstecher Barrero über die deutsche Feministin Marlies Krämer, die sich für geschlechtergerechte Sprache in Deutschland einsetzt.

## Inhalt
Die Kundin ist ein Porträt über das Leben von Marlies Krämer, einer deutschen Feministin, die seit mehr als 30 Jahren für die Gendergerechtigkeit in der deutschen Sprache kämpft.
Sie streift ihre Vergangenheit als entmündigte Ehefrau der 1970er-Jahre ab und verfolgt seither das Ziel, in Sprache und Wort als Frau erkennbar zu sein. 1990 entschied sich Marlies Krämer dazu, ihre neuen Papiere nicht zu unterschreiben, da im Unterschriftsfeld nur die männliche Variante „Inhaber“ stand. Bundesweit sammelte sie Unterschriften, bis der Gesetzgeber beschloss, sie – und damit alle Frauen – als „Inhaberin“ anzuerkennen.

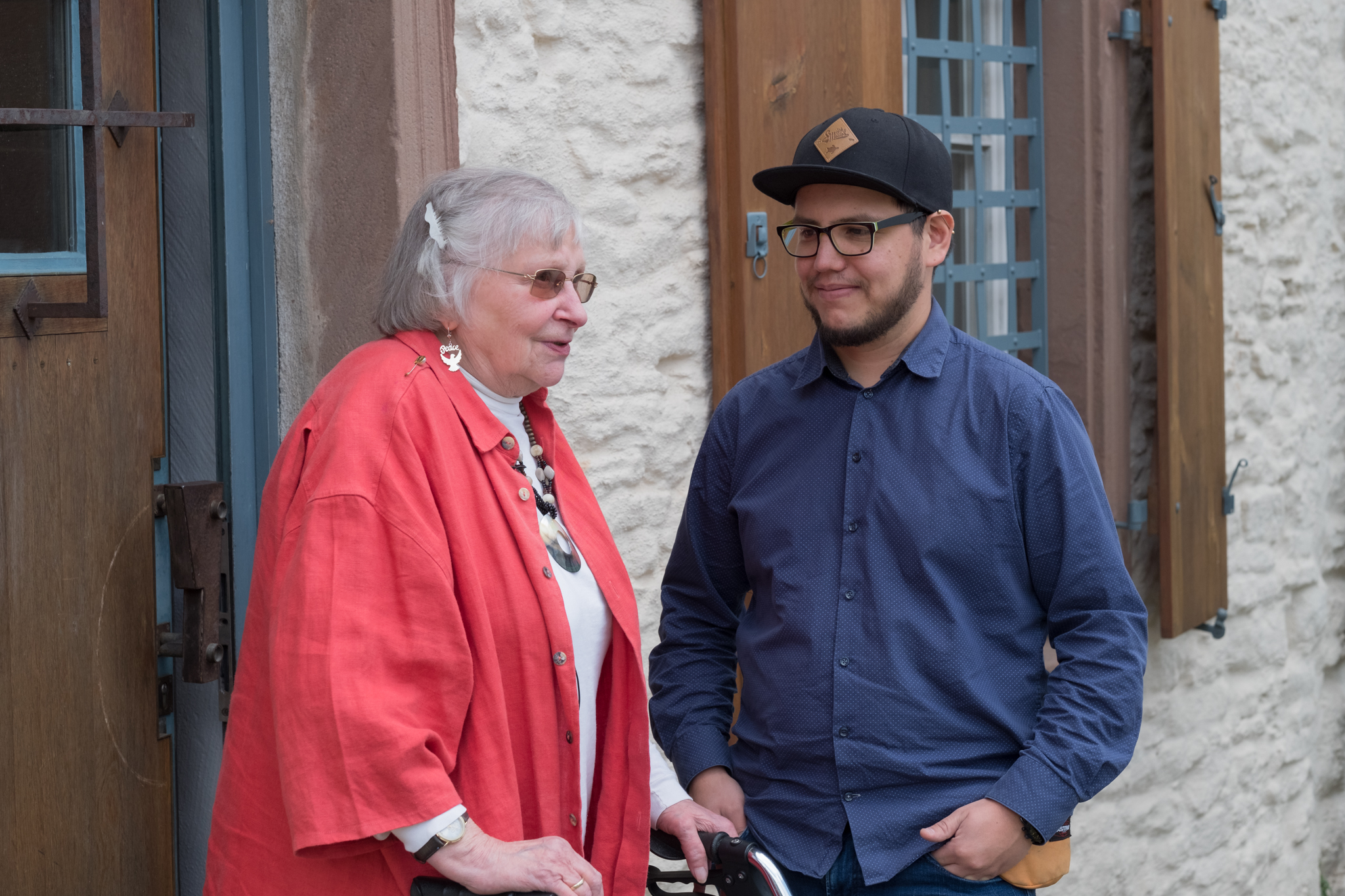
Marlies Krämer und Camilo Berstecher Barrero, 2019

Erfolge und Rückschläge begleiten die Geschichte einer „gut gelaunten Kämpferin“. Die 84-Jährige kämpft gegen die Sprachregelung im Bankensystem. Sie hat die Sparkasse Saarbrücken aufgefordert, sie als „Kundin“ anzuerkennen und führt einen symbolischen Kampf gegen das patriarchale System. 2018 zog sie vor den Bundesgerichtshof (BGH), weil sie auch in Formularen als Frau wahrgenommen werden will. Die Klage scheiterte jedoch in allen Instanzen. Der BGH entschied, dass das sogenannte generische Maskulinum im Sprachgebrauch üblich sei und keine Geringschätzung gegenüber Personen anderen Geschlechts ausdrücke. Diese Form werde auch in vielen Gesetzen und sogar im Grundgesetz verwendet.

## Produktion
Der Film ist die Masterarbeit des deutsch-kolumbianischen Filmregisseurs, Künstlers und Kulturwissenschaftlers Camilo Berstecher Barrero. Der Dokumentarfilm entstand im Rahmen seines Studiums an der Hochschule der Bildenden Künste Saar unter der Leitung der Filmregisseurin und Professorin Sung-Hyung Cho, die als Regisseurin von Filmen wie Full Metal Village und Meine Brüder und Schwestern im Norden bekannt ist.
Premiere des Films war am 6. Mai 2021 beim Internationalen Dokumentarfilmfestival München. Er belegte nach einigen Tagen an der Spitze des kinokino-Publikumspreises des Bayerischen Rundfunk-Rankings am Ende den 5. Platz beim Publikumspreis. Der Film feierte seine Kinopremiere in Deutschland am Weltfrauentag, dem 8. März 2023.
Im Januar 2022 wurde der Regisseur vom Saarländischen Rundfunk beauftragt, eine Fernsehfassung mit dem Titel "Marlies Krämer – die sanfte Rebellin" zu schneiden.

## Auszeichnungen und Nominierungen
- Nominierung mit dem Student Award
- Nominierung kinokino-Preis, Bayerischer Rundfunk